# Tráfico
Tráfico was het achtste album van de Belgische band Think of One. Het verscheen in 2006.

## Tracklist[1]
1. Essa Mesa
2. Samba Belga
3. Tirar Onda
4. Tráfico
5. Tahina
6. Aai
7. Maria Chegou
8. Flor d'Água
9. Feira de Mangaio
10. Maracatu Misterioso
11. Coração de Papel
12. Tirar Onda (Chorinho) (ft. Água de Beber)

## Meewerkende muzikanten
- Alê Oliveira (backing vocals)
- Bart Maris (bugel, trompet)
- Bruno Vansina (baritonsaxofoon)
- Carolina de Renesse (backing vocals)
- Cris Nolasco (backing vocals, percussie)
- David Bovée (gitaar, keyboards, zang)
- Dom Carlos (percussie)
- Dona Cila Do Coco (zang)
- Eric Morel (saxofoon)
- Fernanda Boechat (backing vocals)
- Ganga Barreto (backing vocals, percussie)
- Hugo Carranca (drums, percussie)
- Jon Birdsong (bugel, trompet)
- Lucie de Renesse (backing vocals)
- Marc Meeuwissen (trombone)
- Michael Weilacher (marimba, vibrafoon)
- Peter Vandenberghe (hammondorgel)
- Pitcho Bovée (geluidseffecten)
- Ricardo Lourenço (akoestische gitaar)
- Roel Poriau (drums, keyboards, triangel)
- Sergio Lemos (percussie)
- Sheyla Vidal (backing vocals)
- Stefaan Blancke (trombone)
- Tobe Wouters (trombone, tuba)
- Tomas De Smet (contrabas, keyboards)